# Witness

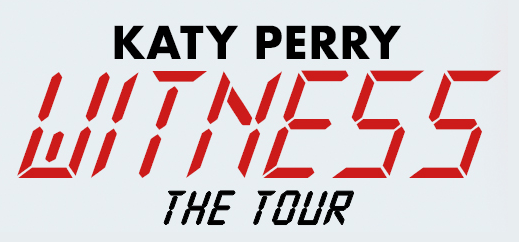
Katy Perry Witness 2017

Witness är artisten Katy Perrys femte studioalbum, utgivet den 9 juni 2017 av Capitol Records. Innan hela albumet släpptes gav Katy Perry ut tre singlar. Chained to the Rythm var först och gavs ut 10 februari 2017. I låten medverkar artisten Skip Marley. Singeln Bon Appétit, i vilken gruppen Migos medverkar, var den andra och gavs ut 28 april samma år.[källa behövs] Swish swish, den tredje och sista låten att släppas före albumet, gavs ut 19 maj.[källa behövs] I låten medverkar artisten Nicki Minaj. Witness toppade listorna i Kanada, USA och Spanien.[källa behövs]

## Utvecklingen av albumet
Katy Perry berättade i februari 2016 för New York Times att hon befann sig i en period av utveckling och faktasökning. Hon tog en paus efter intensiva år på turnéer och spelningar med sina tidigare album Prism och Teenage Dream. Hon började skriva låtar igen först efter några månader. Perry uttrycker det som att hon med det nya albumet prövar nya sätt att skapa musik. Till albumet Witness skrev Katy Perry 40 låtar varav 15 blev utvalda till det färdiga albumet. Det skulle dröja ett drygt år innan albumet släpptes efter att Perry börjat skriva på låtarna. Tillsammans med Katy Perry finns även många andra låtskrivare och producenter, däribland den svenske låtskrivaren Max Martin.

## Witness: The tour
Katy Perry åker på turné med albumet Witness med start 7 september 2017 och avslut 21 augusti 2018. Under turnén besöker hon bland annat USA, Europa och Australien. Turnén är uppdelad i tre delar, där hon besöker USA i den första, Europa i den andra och Oceanien i den sista. Under våren och sommaren 2017 uppträdde hon med mindre föreställningar för att framföra sitt nya album. Låten Swish Swish har varit den mest förekommande. Katy Perry besökte Stockholm och träffade bland annat bloggaren Clara Henry för en intervju.
Den 10 juni 2018 uppträder Katy Perry i Globen.

## Låtar
Albumet består av 15 låtar. I en intervju förklarade Katy Perry att alla låtar bär ett budskap och en mening.
| Nr                 | Namn                                     | Låtskrivare                                                                                     | Producent(er)                                              | Längd |
| ------------------ | ---------------------------------------- | ----------------------------------------------------------------------------------------------- | ---------------------------------------------------------- | ----- |
| 1                  | Witness                                  | Perry, Max Martin, Savan Kotecha, Ali Payami                                                    | Martin, Payami                                             | 4:10  |
| 2                  | Hey Hey Hey                              | Perry, Martin, Sia Furler, Payami, Sarah Hudson                                                 | Martin, Payami                                             | 3:34  |
| 3                  | Roulette                                 | Perry, Martin, Shellback, Payami, Ferras Alqaisi                                                | Martin, Shellback, Payami                                  | 3:18  |
| 4                  | Swish swish (feat. Nicki Minaj)          | Perry, Duke Dumont, Hudson, PJ "Promnite" Sledge, Onika Maraj                                   | Duke Dumont, PJ "Promnite" Sledge, Noah "Mailbox" Passovoy | 4:02  |
| 5                  | Déjà Vu                                  | Perry, Hayden James, Alqaisi, Thomas Stell                                                      | James, Passovoy                                            | 3:17  |
| 6                  | Power                                    | Perry, Jack Garratt, William Robinson                                                           | Garratt, Passovoy                                          | 3:46  |
| 7                  | Mind Maze                                | Perry, Hudson, Corin Roddick, Megan James                                                       | Roddick, Rachael Findlen                                   | 4:08  |
| 8                  | Miss You More                            | Perry, Hudson, Roddick, M. James                                                                | Payami, Roddick, Martin, Findlen, Peter Karlsson           | 3:54  |
| 9                  | Chained to the Rythm (feat. Skip Marley) | Perry, Martin, Furler, Payami, Skip Marley                                                      | Martin, Payami                                             | 3:57  |
| 10                 | Tsunami                                  | Perry, Michael Williams, Marcus Bell, Hudson, Mia Moretti                                       | Mike Will Made It, Scooly, Passovoy                        | 3:23  |
| 11                 | Bon Appétit (feat. Migos)                | Perry, Martin, Shellback, Oscar Holter, Alqaisi, Quavious Marshall, Kiari Cephus, Kirshnik Ball | Martin, Shellback, Holter                                  | 3:37  |
| 12                 | Bigger Than Me                           | Perry, Hudson, Roddick, M. James                                                                | Holter, Roddick, Findlen                                   | 4:00  |
| 13                 | Save as Draft                            | Perry, Noonie Bao, Dijon McFarlane, Nicholas Audino, Lewis Hughes, Elof Loelv                   | Loelv, Martin                                              | 3:48  |
| 14                 | Pendulum                                 | Perry, Jeff Bhasker, Hudson                                                                     | Bhasker, Illangelo, Passovoy                               | 4:00  |
| 15                 | Into Me You See                          | Perry, Joe Goddard, Alexis Taylor, Alqaisi                                                      | Dustin O'Halloran                                          | 4:24  |
| Total längd: 57:28 |                                          |                                                                                                 |                                                            |       |